# كأس هولندا 2014–15
كأس هولندا 2014–15 (بالهولندية: KNVB beker 2014/15)‏ هو الموسم 97 من كأس هولندا. أقيم خلال الفترة من 26 أغسطس 2014 حتى 3 مايو 2015. أشرف على تنظيمه الاتحاد الملكي الهولندي لكرة القدم، وكان عدد الأندية المشاركة فيه 82 نادي، وفاز فيه نادي غرونينغن.